# La Trinité-Surzur
La Trinité-Surzur (tiếng Breton: An Drinded-Surzhur) là một xã ở tỉnh Morbihan trong vùng Bretagne tây bắc Pháp. Xã này có diện tích 2,3 km², dân số năm 1999 là 571 người. Khu vực này có độ cao từ 14-42 mét trên mực nước biển.
Cư dân của La Trinité-Surzur danh xưng trong tiếng Pháp là Trinitains.